# Ashumet Holly Wildlife Sanctuary
Das Ashumet Holly Wildlife Sanctuary ist ein 45 Acres (18,2 ha) großes Schutzgebiet bei East Falmouth im Bundesstaat Massachusetts der Vereinigten Staaten. Es wird von der Massachusetts Audubon Society verwaltet.

## Schutzgebiet
Das Kernstück des Schutzgebiets besteht aus einem 8 Acres (3,2 ha) umfassenden See. Dort wachsen viele zum Teil seltene Pflanzen, deren Vielfalt mehr als 30 Arten von Großlibellen anzieht, die an dem See einen Lebensraum finden. Auf dem Gelände stehen ebenfalls rund 1000 Stechpalmen (englisch Holly), die dem Schutzgebiet seinen Namen gaben und 65 Arten umfassen. Am Nordufer des Grassy Pond steht ein Exemplar des seltenen Franklinie-Baumes. Das Areal ist zudem ein wichtiges Brutgebiet für Zugvögel wie Rauchschwalben und Baltimoretrupiale. Besucher können das Gebiet auf 1,5 mi (2,4 km) Wanderwegen erkunden.